# Operation Windmill
Die Operation Windmill (akronymisiert OpWml, übersetzt ‚Unternehmen Windmühle‘) war eine Forschungs- und Trainingsmission der United States Navy in der Antarktis von 1947 bis 1948. Die Operation folgte auf das First Antarctic Developments Project, das unter dem Namen Operation Highjump (übersetzt ‚Unternehmen Hochsprung‘) bekannt ist. Die Expedition, Task Force 39 (übersetzt ‚Einsatzgruppe 39‘), wurde von Commander Gerald L. Ketchum geleitet, sein Expeditionsflaggschiff war die USS Burton Island, begleitet von der USS Edisto.